# Borhyaenidae
Borhyaenidae zijn een familie van uitgestorven zoogdieren die leefden van het Laat-Paleoceen tot het Vroeg-Mioceen.

## Verwantschap
De Borhyaenidae zijn verwant aan de buideldieren en behoren tot de Metatheria. De gelijkenis met niet-verwante carnivore placentale zoogdieren van andere continenten, zoals katten, honden en beren, was groot wat betreft levenswijze en uiterlijk. Het is een voorbeeld van convergente evolutie.

## Kenmerken
Kleinere Borhyaenidae ter grootte van een hond leefden gedeeltelijk in bomen, terwijl de grotere soorten uitsluitend bodembewoners waren. Prothylacynus had een lichaamslengte van 80 cm, Borhyaena daarentegen bereikte de lichaamslengte van een jaguar en Proborhyaena werd groter dan een grizzlybeer. Borhyaenidae hadden grote schedels met sterke en krachtige kaken, zoals die van Hyaenodon en Andrewsarchus voor het breken van botten. Ze werden vijf tot zes meter lang.

## Indeling
- † Acrocyon Ameghino, 1887
- † Angelocabrerus Simpson, 1970
- † Argyrolestes Ameghino, 1902
- † Borhyaenidium Pascual & Bocchino, 1963

Onderfamilie Borhyaeninae Ameghino, 1894
- † Chasicostylus Reig, 1957
- † Eutemnodus Bravard, 1858
- † Fredszalaya Shockey & Anaya, 2008
- † Nemolestes Ameghino, 1902
- † Notictis Ameghino, 1889
- † Notocynus Mercerat, 1891
- † Parahyaenodon Ameghino, 1904
- † Plesiofelis Roth, 1903
- † Procladosictis Ameghino, 1902

Onderfamilie Prothylacyninae Ameghino, 1894
- † Preudolycopsis Marschall, 1976
- † Preudonotictis Marschall, 1981
- † Pseudothylacynus Ameghino, 1901
- † Stylocynus Mercerat, 1917